# Anwar Boudjakdji
Anwar Boudjakdji (en arabe : أنور بوجقجي), né le 1er septembre 1976 à Tlemcen, est un footballeur international algérien.
Il compte 12 sélections en équipe nationale entre 2000 et 2003.

## Biographie
Anwar Boudjakdji connaît sa première sélection en équipe nationale A d'Algérie le 14 novembre 2000 face à la Bulgarie. Ce milieu défensif qui évolue également en défense centrale, a commencé sa carrière au WA Tlemcen, avant d'évoluer au CR Belouizdad, avec qui il est sacré champion d'Algérie en 2001. Il signe à la Jeunesse sportive de Kabylie en juin 2004 puis revient encore à son club formateur WA Tlemcen en janvier 2007 pour le quitter après 8 mois pour le MC Oran en août 2007.

## Carrière
- 1996-2001 : WA Tlemcen  Algérie
- 2001-2004 : CR Belouizdad  Algérie
- juin 2004-janvier 2007 : JS Kabylie  Algérie
- janvier 2007-août 2007 : WA Tlemcen  Algérie
- août 2007-janvier 2008 : MC Oran  Algérie
- janvier 2008-juillet 2013 : WA Tlemcen  Algérie[1]

## Palmarès
- Champion d'Algérie 2001 avec le CR Belouizdad
- Champion d'Algérie 2006 avec la Jeunesse sportive de Kabylie
- Vice-champion d'Algérie 2005 avec la Jeunesse sportive de Kabylie
- Vainqueur de la Coupe d'Algérie 1998 avec le WA Tlemcen
- Finaliste de la Coupe d'Algérie 2000 et 2008 avec le WA Tlemcen et en 2003 avec le CR Belouizdad
- Vainqueur de la Ligue des Champions arabes en 1998 avec le WA Tlemcen
- 12 sélection en équipe d'Algerie A (au 14 novembre 2000)